# 馬丘比丘區

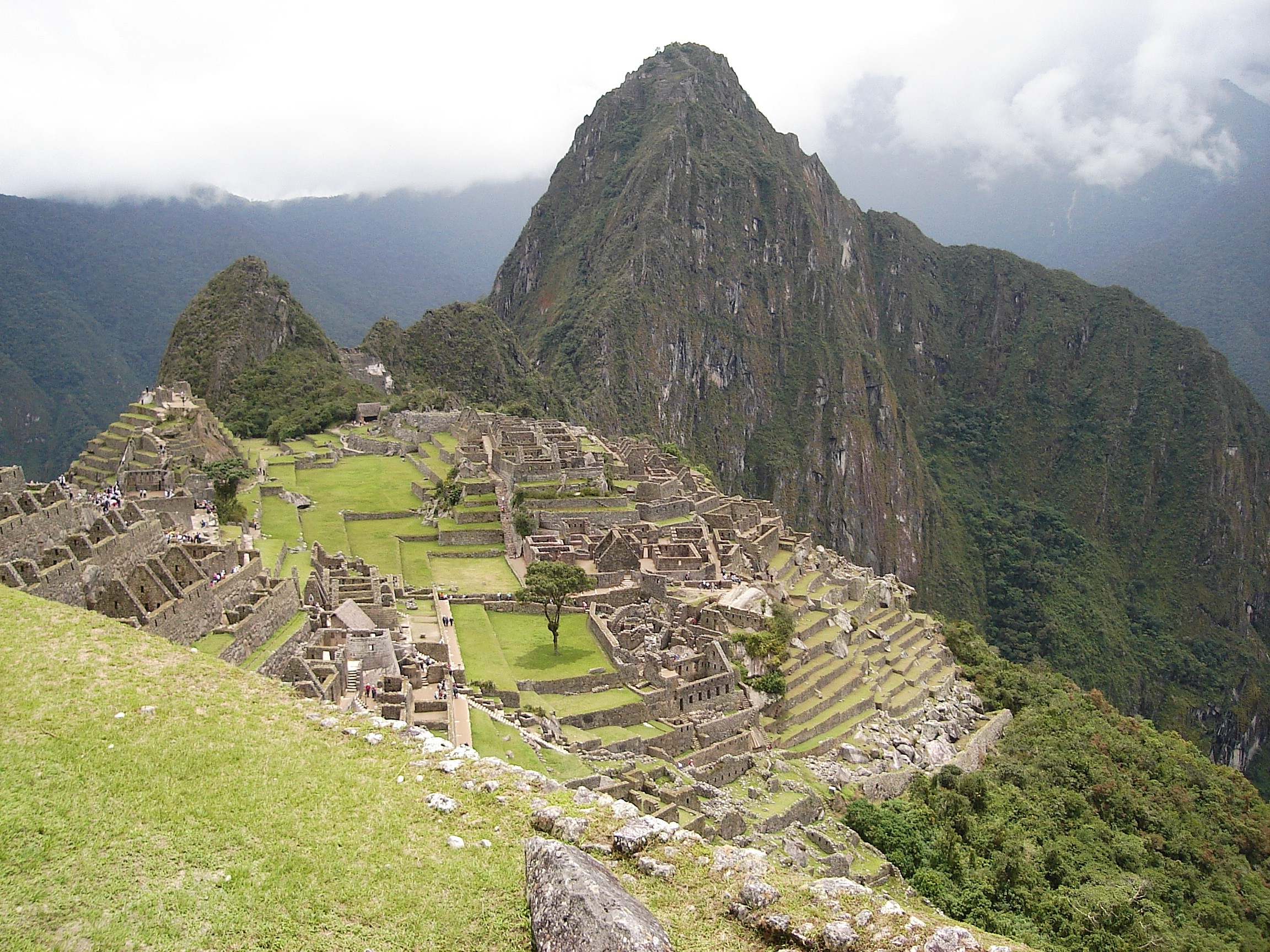

馬丘比丘區（西班牙語：Distrito de Machupicchu），是秘魯的一個區，位於該國南部庫斯科大區的烏魯班巴省，始建於1941年10月1日，面積271.44平方公里，海拔高度2,060米，2005年人口3,436，人口密度每平方公里13人。